# Sinezona milleri
Sinezona milleri is een slakkensoort uit de familie van de Scissurellidae. De wetenschappelijke naam van de soort is voor het eerst geldig gepubliceerd in 2009 door Geiger & Sasaki.